# کندلانو
کندلانو (Kandalānu) (در برخی منابع این اسم به صورت کندلو آمده است.)، فردی که پس از شمش-شوم-اوکین به تخت بابل نشست. او از ۶۴۸ تا ۶۲۷ ق. م. بر سرزمین بابل، به استثنای شهر نیپور حکومت کرد و از پادشاهان سلسله دهم بابل محسوب می شود. منابع مربوط به این دوره، ناقص، معیوب و بریده بریده هستند. این که کندلانو دقیقاً که بوده، مشخص نیست، وی ممکن است یکی دیگر از فرزندان اسرحدون بوده باشد، یا یکی از خواص و نخبگان بابلی که در جریان شورش علیه حکمرانی آشور در بابل، نسبت به آشوری‌ها وفادار مانده بوده، به نظر می‌رسد که نام او به معنای نوعی از شکل افتادن (از ریخت افتادن، بد شکل و هیکل شدن) فیزیکی بوده باشد (احتمالاً پای چنبری، پای گرزی، چنبرپایی، پای چماقی)، پس غیرمحتمل نیست که انتصاب چنین فردی به سلطنت بابل، نوعی عامل رنجش و موجب دلخوری بابلیان شده بوده باشد، حتی ممکن است که کندلانو از نظر ذهنی هم عقب مانده و علیل و کم هوش بوده باشد، برخی می‌گویند که ممکن است که کندلانو نام بابلی آشور بانیپال بوده باشد، این محتمل نیست، چرا که مشابه این مورد در تاریخ دولت و حکومت آشور وجود ندارد، این که تیگلت‌پیلسر سوم بر بابل با عنوان پولو(Pulu) و شلمنسر پنجم بر بابل با نام اولولایو (Ululayu) حکومت کرده‌اند، با مدارک موثق و قابل اعتماد و رسمی ثابت نشده‌اند (یعنی مدرکی رسمی و موثق این گفته‌ها را تایید نکرده است). پس از یک حکومت ۲۱ ساله، کندلانو در سال ۶۲۷ ق. م. درگذشت و پس از یک دورهٔ فترت کوتاه، نبوپولاسار به حکومت بابل رسید.